# Ørsted Kommune (Randers Amt)
 For alternative betydninger, se Ørsted Kommune. (Se også artikler, som begynder med Ørsted Kommune)
Ørsted Kommune var en dansk sognekommune i Randers Amt fra 1842 til 1970. Kommunen bestod af Ørsted Sogn. Den blev ved kommunalreformen i 1970 en del af Rougsø Kommune. Efter strukturreformen i 2007 ligger den tidligere Ørsted Kommune i Norddjurs Kommune.